# Kauko Pekuri
Kauko Pekuri (ur. 16 grudnia 1912 w Kuortane, zm. 5 czerwca 1998) – fiński lekkoatleta, długodystansowiec, medalista mistrzostw Europy z 1938.
Zdobył brązowy medal na mistrzostwach Europy w 1938 w Paryżu, przegrywając tylko ze swym rodakiem Taisto Mäkim i Henrym Jonssonem ze Szwecji.
Był mistrzem Finlandii w biegu na 5000 metrów w 1938 i w biegu na 10 000 metrów w 1944, a także w biegu przełajowym w latach 1939–1941.
Rekordy życiowe Pekuriego:
- bieg na 1500 metrów – 3:52,5 (11 sierpnia 1938, Tampere)
- bieg na 5000 metrów – 14:16,2 (16 czerwca 1939, Helsinki)
- bieg na 10 000 metrów – 30:10,6 (6 sierpnia 1939, Kouvola)
- bieg na 3000 metrów z przeszkodami – 9:07,4 (17 września 1939, Helsinki)